# Edmund Parker (4e comte de Morley)
Pour l’article homonyme, voir Edmund Parker (2e comte de Morley).
Edmund Robert Parker, 4e comte de Morley (19 avril 1877 - 10 octobre 1951), appelé vicomte Boringdon de sa naissance jusqu'en 1905, est un pair britannique et un propriétaire terrien du Devon.

## Jeunesse
Edmund Parker est le fils d'Albert Parker (3e comte de Morley), de son mariage avec Margaret Holford. Il fait ses études à Wixenford, Eton et au Trinity College, Cambridge,.
Le jeune vicomte Boringdon est physiquement faible et souffre de dyslexie. Ses études à Eton prennent fin après seulement deux ans, à la suite d'une attaque de scarlatine, son directeur d'écriture écrivant avec mépris sur lui "Orthographe ridicule; même dans les mots d'une syllabe, l'ordre des lettres est souvent inversé". Heureusement, c'est une époque où la difficulté à lire et à écrire n'est pas un obstacle à l'entrée à Cambridge et Boringdon obtient son baccalauréat ès arts en temps voulu .

## Carrière
Il succède à son père comme comte de Morley le 26 février 1905 et prend son siège sur les bancs des unionistes libéraux à la Chambre des lords.
Il est nommé comme sous-lieutenant dans le Royal 1er Devon Yeomanry et promu lieutenant le 3 mai 1902. Il rejoint plus tard la Réserve des Forces Territoriales, dans laquelle il passe au grade de capitaine, et est juge de paix pour le Devon. Pendant la Première Guerre mondiale, il sert au quartier général du XIe corps .
Le 4e comte de Morley est décédé célibataire le 10 octobre 1951. Son frère cadet Montagu Brownlow Parker, lui succède.